# Монограм
Монограмът е мотив, направен чрез припокриване или комбиниране на две или повече букви или други графеми, за да образуват един символ. Също така може да е плетеница от инициали на собствено име или име на учреждение, физическо лице или компания, използвани като разпознаваеми символи или логотипи. Поредица от некомбинирани инициали е по-правилно да се нарича шифър (напр. кралски шифър) и не е монограм.

## История
Монограмите се появяват за първи път върху монети още през 350 г. пр.н.е. Най-ранните известни примери са за имената на гръцките полиси, които са издали монетите, често първите две букви от името на града. Например, монограмът на Ахая се състои от буквите алфа (Α) и хи (Χ), съединени заедно.
Монограми са били използвани като подписи от художници и занаятчии върху картини, скулптури и мебели, особено когато гилдиите налагат мерки срещу неоторизирано участие в търговията. Известен пример за монограм, служещ като подпис на художник, е „AD“, използван от Албрехт Дюрер.

## Христограма
През вековете монограмите на името на Иисус Христос са били използвани като християнски символи. Монограмът IX се състои от началните гръцки букви на името „Исус Христос“, „I“ за Ιησούς (Исус на гръцки) и „X“ за Χριστος (Христос на гръцки). Христограмата „IHS“, обозначаваща първите три букви от гръцкото име на Исус, обикновено се изписва като шифър, но понякога като монограм.
Може би най-значимата христограма е Chi Rho, образувана от първите две букви на Χριστος. Символът е използван от римския император Константин I (306 – 337 г.) като част от военен щандарт.

## Кралски монограми
Кралски монограм (Signum manus, известен също като Chrismon) се отнася до средновековната практика, актуална от периода на Меровингите до XIV век във Франкската империя и нейните наследници, за подписване на документ или харта със специален тип монограм или „кралски шифър“.
Монограмите на имената на монарсите се използват като част от отличителните знаци на обществени организации в кралствата, например на полицейските значки. Това показва връзка с владетеля. Въпреки това кралският шифър, толкова познат във Великобритания от обществените пощенски кутии, технически не е монограм, тъй като буквите не са комбинирани.
Кралските монограми често се появяват на монети, често увенчани с корона. Страните, които са използвали това устройство в миналото, включват България, Великобритания, Русия, Швеция и много германски държави. Днес няколко датски монети носят монограма на Маргрете II, докато настоящата норвежка монета от 1 крона има монограма „H5“ на Харалд V на лицевата страна. Единствените държави, които използват еврото с кралски монограм като свой национален идентификационен знак, са Белгия и Монако. В Тайланд кралските монограми се появяват на индивидуалното знаме за всеки основен член на кралското семейство.

## Индивидуални монограми
Монограмът на индивид може да се появи в стилизирана форма върху канцеларски материали, багаж, дрехи или други персонализирани предмети. Тези монограми могат да имат две или три букви.
Основният трибуквен монограм има инициала на фамилията (фамилията) на индивида, поставен в центъра с по-голям или с някакъв специален шрифт, докато инициалът на собственото име се появява вляво от него, а инициалът на бащиното име – вдясно. Има разлика в това как се пише за мъже и жени. Например, ако името на индивида е Мери Ан Джоунс и Джоунс е фамилното име, тогава подредбата на буквите ще бъде следната: (MJA), като първоначалното име е по-голямо в центъра, М за Мери вляво и А за Ан отдясно. Традиционно индивидуалните монограми за мъже спазват реда на името. Името Kyle George Martin ще бъде написано (KGM).
Женените или сгодените двойки могат да използват двубуквени монограми на своите преплетени инициали, например върху сватбени покани. Семейните двойки могат също да създават трибуквени монограми, включващи инициала на тяхното общо фамилно име. Например монограмът MJA може да се използва за Майкъл и Алис Джоунс. Въпреки това, етикетът за монограмиране за семейната двойка варира в зависимост от предмета, който се монограмира. При спално бельо, например, обикновено първо е инициалът на жената, следван от инициала на общото фамилно име на двойката и след това инициала на мъжа (AJM). Монограмите често могат да бъдат намерени на ризи по поръчка, където могат да бъдат разположени на различни позиции.